# Корбей-Ессонн Західний
Корбе́й-Ессо́нн За́хідний (фр. Corbeil-Essonnes-Ouest) — кантон у Франції, в департаменті Ессонн регіону Іль-де-Франс.

## Склад кантону
Кантон включає в себе 2 муніципалітети:
| Муніципалітет  | Площа | Населення, осіб | Рік  |
| -------------- | ----- | --------------- | ---- |
| Віллабе        | 4,56  | 4852            | 2007 |
| Корбей-Ессонн* | 5,04  | 21382           | 2007 |

* лише західна частина міста Корбей-Ессонн

## Консули кантону
| Період    | Консул            | Посада                           |
| --------- | ----------------- | -------------------------------- |
| 1985—1992 | Roger Combrisson  | Мер муніципалітету Корбей-Ессонн |
| 1992—1998 | Marie-Anne Lesage | Мер муніципалітету Корбей-Ессонн |
| 1998—2011 | Bruno Piriou      | Заступник генерального консула   |

| Франція | Це незавершена стаття з географії Франції. Ви можете допомогти проєкту, виправивши або дописавши її. |